# Druga slovenska nogometna liga 2012-2013
La Druga slovenska nogometna liga 2012-2013 (in lingua italiana: Secondo campionato calcistico sloveno 2012-2013), abbreviata in 2. SNL 2012-2013, fu la ventiduesima edizione della seconda serie del campionato di calcio sloveno.

## Formula
Le 10 squadre partecipanti disputarono un turno di andata-ritorno-andata per un totale di 27 giornate, al termine delle quali:
- La prima classificata venne promossa in 1. SNL 2013-2014
- La seconda classificata avrebbe dovuto disputare uno spareggio contro la penultima della 1. SNL 2012-2013
- Le ultime due classificate furono retrocesse in 3. SNL 2013-2014

### Avvenimenti
Il Mura 05, penultimo della 1. SNL 2012-2013, avrebbe dovuto disputare lo spareggio contro la seconda della 2. SNL, il Dob. Ma i bianconeri di Murska Sobota non ottennero la licenza dalla Federcalcio slovena, quindi lo spareggio non si rese necessario.
A questo punto, il Dob avrebbe ottenuto la automatica promozione nella massima serie, ma per il secondo anno consecutivo rifiutò la promozione. Promozione che, a questo punto, andò al terzo classificato: il Krka.
Grazie allo scioglimento del Mura 05, venne ripescato il nono classificato della 2. SNL: il Bela Krajina.

## Squadre partecipanti
| Squadra          | Città             | Stadio                     | Stagione 2011-12 | Stagione 2011-12 |
| Squadra          | Città             | Stadio                     | Pos.             | Divisione        |
| ---------------- | ----------------- | -------------------------- | ---------------- | ---------------- |
| Roltek Dob       | Dob               | Športni park Dob           | 2°               | 2. SNL           |
| Garmin Šenčur    | Šenčur            | Športni park Šenčur        | 3°               | 2. SNL           |
| Kalcer Radomlje  | Radomlje          | Športni park Radomlje      | 5°               | 2. SNL           |
| Krško            | Krško             | Stadion Matije Gubca       | 6°               | 2. SNL           |
| Šampion Celje    | Celje             | Stadion Olimp Arena Petrol | 7°               | 2. SNL           |
| Dravinja Kostroj | Slovenske Konjice | Stadion Dobrava            | 8°               | 2. SNL           |
| Bela Krajina     | Črnomelj          | Stadion Loka               | 9°               | 2. SNL           |
| Šmartno 1928     | Šmartno ob Paki   | Stadion Šmartno            | 10°              | 2. SNL           |
| Krka             | Novo mesto        | Stadion Portoval           | 1°               | 3. SNL Ovest     |
| Zavrč            | Zavrč             | Športni park Zavrč         | 1°               | 3. SNL Est       |

## Classifica
|                  | Pos. | Squadra       | Pt | G  | V  | N | P  | GF | GS | DR  |
| ---------------- | ---- | ------------- | -- | -- | -- | - | -- | -- | -- | --- |
|                  | 1.   | Zavrč         | 64 | 27 | 20 | 4 | 3  | 69 | 25 | +44 |
|                  | 2.   | Dob           | 57 | 27 | 18 | 3 | 6  | 63 | 27 | +36 |
|                  | 3.   | Krka          | 53 | 27 | 16 | 5 | 6  | 63 | 24 | +39 |
|                  | 4.   | Krško         | 37 | 27 | 10 | 7 | 10 | 39 | 41 | −2  |
|                  | 5.   | Radomlje      | 34 | 27 | 9  | 7 | 11 | 38 | 42 | −4  |
|                  | 6.   | Šenčur        | 32 | 27 | 8  | 8 | 11 | 37 | 46 | −9  |
|                  | 7.   | Šampion Celje | 32 | 27 | 10 | 2 | 15 | 32 | 50 | −18 |
|                  | 8.   | Šmartno       | 30 | 27 | 9  | 3 | 15 | 31 | 51 | −20 |
|                  | 9.   | Bela Krajina  | 25 | 27 | 7  | 4 | 16 | 24 | 56 | −32 |
|                  | 10.  | Dravinja      | 17 | 27 | 4  | 5 | 18 | 32 | 66 | −34 |
| Fonte: rsssf.org |      |               |    |    |    |   |    |    |    |     |

Legenda:
      Promosso in 1. SNL 2013-2014.
  Partecipa agli spareggi.
      Retrocesso in 3. SNL 2013-2014.
      Escluso dal campionato.
Regolamento:
Tre punti a vittoria, uno a pareggio, zero a sconfitta.
In caso di arrivo di due o più squadre a pari punti, la graduatoria viene stilata secondo la classifica avulsa tra le squadre interessate (= scontri diretti).

### Spareggio
Il Dob avrebbe dovuto incontrare il Mura 05, penultimo in 1. SNL 2012-2013, con gare di andata e ritorno, per un posto in 1. SNL 2013-2014. Il Mura 05 non ottenne la licenza, quindi lo spareggio risultò inutile, dando la promozione al Dob (che successivamente rifiutò).